# Pietro Raveggi
Pietro Raveggi (Orbetello, 10 agosto 1872 – Orbetello, 20 giugno 1951) è stato un archeologo e pubblicista italiano.

## Biografia
Figlio di Pericle Raveggi e Santa Ferrini, appartenne a una famiglia di liberi professionisti, imprenditori, amministratori pubblici e ferventi patrioti, che aveva partecipato alle campagne di indipendenza italiana ricoprendo importanti cariche militari nel periodo 1848-1867. Poco più che ventenne si dedicò agli studi sociologici che si stavano diffondendo proprio in quel periodo; tale nuova disciplina porta il giovane Raveggi ad assumere un indirizzo politico vicino al socialismo libertario. Nel 1892 fu arrestato insieme ad altri anarchici di Orbetello per un attentato dinamitardo; scarcerato per insufficienza di prove dopo cinque mesi di detenzione, venne nuovamente arrestato nel 1894 con l'accusa di attentato alla Delegazione di P.S. e alla Pretura di Orbetello e fu sottoposto ad inchiesta. Giudicato colpevole, Raveggi preferì l'espatrio al domicilio coatto. Soggiornò così a lungo in Tunisia e, successivamente, intraprese viaggi di studio in molti paesi, stabilendosi alcuni anni negli Stati Uniti d'America, a Paterson, New Jersey.
Nel 1900, scagionato dalle precedenti accuse, Raveggi rientrò in Italia e, dopo un breve soggiorno a Orbetello, si stabilì a Milano, dove iniziò la carriera di giornalista. Nella città lombarda divenne redattore capo della rivista «Luce e ombra» e iniziò una serie di collaborazioni con diverse testate, fra cui «La Vita internazionale» diretta da Teodoro Moneta, «La Nuova parola» di Roma, il «Coenobium» di Lugano. Fermato dalla polizia di Milano con l'accusa di complicità nel regicidio di Umberto I, venne nuovamente scagionato. Nel periodo milanese Raveggi si interessò anche alla "metapsichica" sostenendo numerose conferenze fa il 1901 e il 1906; grazie al suo impegno venne nominato socio onorario della Società di studi psichici.
Nel 1907, a causa delle precarie condizioni fisiche, Raveggi fece ritorno ad Orbetello e nonostante la malattia divenne subito uno degli artefici della vita culturale e politica della città lagunare. Durante il terremoto del 1908, che colpì tutta l'Italia meridionale e insulare, Raveggi guidò una squadra di soccorso di cittadini orbetellani a Palmi e in altre zone della Calabria; contemporaneamente Raffaele Del Rosso, altro illustre cittadino di Orbetello, guidò un altro gruppo di soccorso in Sicilia e, insieme, nel 1909, pubblicarono una relazione su tale esperienza dal titolo Le squadre cosane di soccorso in Sicilia e Calabria. Fu corrispondente locale di diversi quotidiani e riviste, fra cui «Il Telegrafo» ed «Etruria Nuova». Raveggi non mancò di partecipare anche alla vita politica e amministrativa di Orbetello, ricoprì infatti per molti anni la carica di consigliere comunale e fu presidente della Congregazione di carità, che all'epoca gestiva l'ospedale San Giovanni di Dio. Convinto interventista, durante la prima guerra mondiale, pur essendo escluso dal servizio alle armi, fu segretario delle Opere federate di assistenza e propaganda civile, nonché promotore di una sezione della "Trento e Trieste". Negli anni venti aderì al fascismo che, in un primo momento, sembrava attirarlo nell'ottica di una possibile rivoluzione intellettuale, poi smentita negli anni trenta.
All'impegno civile Raveggi affiancò, in questi anni, la passione per l'archeologia. Con l'intento, teorizzato anche in una serie di articoli, di ricostruire gli albori della storia civile della Maremma, Raveggi iniziò a censire i siti archeologici della zona a sud di Grosseto e a raccogliere reperti. Per l'incessante attività di ricercatore archeologico Raveggi nel 1912 fu nominato ispettore onorario per l'antichità e l'arte della zona sud della Maremma, carica che ricoprì per quasi quaranta anni. Nel 1916 fu nominato anche ispettore dei giardini pubblici, nel 1936 membro per la Commissione della propaganda. Grazie alla collaborazione con diversi proprietari terrieri e con i contadini della zona, la quantità di materiali archeologici reperiti fu tanto cospicua da permettere nel 1934, anche grazie all'aiuto di diverse amministrazioni comunali, l'apertura del Civicum antiquarium di Orbetello. Nello stesso anno Raveggi riuscì anche a far istituire la biblioteca comunale - fino ad allora ambulante - che successivamente diresse per molti anni e che ancora oggi porta il suo nome. La professione di pubblicista gli permise di divulgare, su testate locali e nazionali, le nuove scoperte e di proporre veri e propri itinerari turistici, d'ambito archeologico ed artistico, in questa zona della Maremma. Parallelamente alla divulgazione culturale sui giornali, Raveggi scrisse molti articoli su riviste specializzate quali «Studi etruschi», le «Notizie degli scavi di antichità» degli Atti dell'Accademia nazionale dei Lincei e il «Bollettino della Società storica maremmana».
Nel 1948 Raveggi dichiarò pubblicamente di aderire al Fronte democratico popolare, provocando aspre critiche dei suoi concittadini alle quali risponde con lo scritto Agli avversari che sanno mantenere la discussione nel campo elevato delle idee. Morì ad Orbetello nel 1951.

## Opere (parziale)
- Pensieri e ricordi giovanili (1895)
- L'idealità di Dante, Milton, Klopstok, Goethe, Mickiewicz (1903)
- Il dovere dell'assistenza pubblica (1906)
- In difesa dei diritti di pesca della Comunità di Orbetello (1913)
- Per la memoria di Gaetano Movizzo (1920)
- Il lago di Orbetello è di proprietà comunale (1923)
- Orbetello antica e moderna (1933)
- Ville imperiali nell'Agro Cosano (1933)
- Heba e la sua necropoli (1934)
- Ansedonia. L'etrusca Cosa e la Tagliata (1937)
- Su l'identificazione di Talamone etrusco-romano (1938)
- Orbetello nel risveglio della Maremma (1938)
- Capalbio storico borgo maremmano (1939)